# Dipsas temporalis
Dipsas temporalis este o specie de șerpi din genul Dipsas, familia Colubridae, descrisă de Werner 1909. Conform Catalogue of Life specia Dipsas temporalis nu are subspecii cunoscute.